# Idaea descitaria
Idaea descitaria là một loài bướm đêm trong họ Geometridae.